# Umkehrspanne
Die Umkehrspanne (auch Hysterese, bei mechanischen Messgeräten auch Messwertumkehrspanne genannt) ist allgemein die  Differenz der Lagen am Ende zweier mechanischer Stellbewegungen zum gleichen Soll-Ort, wenn diese Bewegungen aus verschiedenen Richtungen erfolgt sind.
Die Umkehrspanne eines mechanischen Messgerätes ist die Differenz der Anzeigen für denselben Messwert, je nachdem, ob der Messwert vorher bis dort gestiegen oder gefallen ist.
Verantwortlich für die Umkehrspanne ist mechanisches Spiel und/oder Reibung.

## Messwertumkehrspanne
Die DIN-Norm 1319 definiert die Umkehrspanne als die Differenz der Anzeigen, die man für den gleichen Wert der Messgröße erhält, falls sich die Marke des Messgerätes, einmal von kleineren und einmal von größeren Werten ausgehend, stetig oder schrittweise langsam einstellt.
Bei der Kalibrierung von Feinzeigern mit mechanischer Anzeige muss für genaue Messungen oft  die Messwertumkehrspanne ermittelt werden.
Die Messwertumkehrspanne ist eine der Ursachen für Messfehler mechanischer Messinstrumente mit Zeiger.

### Beispiel
Ein Zeiger-Voltmeter misst eine beliebige Spannung, die größer als 1 Volt ist. Die Spannung fällt langsam auf 1 Volt und bleibt dann konstant. Die Anzeige des Voltmeters bleibt jedoch bei 1,1 Volt stehen. Bei einer weiteren Messung steigt die Spannung bis auf 1 Volt an und bleibt dann konstant. Nun zeigt das Voltmeter nur 0,95 Volt. Die Messwertumkehrspanne beträgt 0,15 Volt (Differenz von 1,1 und 0,95 Volt).
Der Zeiger bleibt bei Änderungen immer etwas zu früh „stecken“, wenn die korrigierende Kraft nicht mehr die Haftreibung übersteigt. Sie tritt daher nur bei Messgeräten mit reibungs- oder spielbehafteten Elementen, nicht jedoch zum Beispiel bei Drehspulmesswerken mit Spannbandlagerung auf.

## Umkehrspanne bei mechanischen Stellgliedern
Eine Umkehrspanne tritt auch bei anderen mechanischen, spiel- oder reibungsbehafteten Anordnungen auf:
- bei Stellantrieben der Zustellbewegung z. B. von Dreh-, Schleif- und Fräsmaschinen
- bei Pneumatik- und Hydraulik-Antrieben (z. B. ein gegen eine Federkraft arbeitender Pneumatikzylinder)

Die Umkehrspanne einer Lenkung wird Lenkspiel genannt.